# Membracis fabricii
Membracis fabricii är en insektsart som beskrevs av Metcalf och Wade 1965. Membracis fabricii ingår i släktet Membracis och familjen hornstritar. Inga underarter finns listade i Catalogue of Life.